# The Storm Before the Calm
The Storm Before the Calm è il decimo album in studio della cantautrice canado-statunitense Alanis Morissette, pubblicato il 17 giugno 2022.

## Descrizione
Il progetto discografico, pubblicato attraverso le etichette discografiche Epiphany Music, Thirty Tigers e RCA Records in Europa, presenta sonorità ambient e per la meditazione. Morissette ha collaborato con Dave Harrington, membro del duo statunitense Darkside.

## Accoglienza
Isabella Miller di Clash riporta che The Storm Before the Calm sia un album «inaspettato» rispetto alle scelte musicali della cantante, soffermandosi sulle «melodie orecchiabili e testi intelligenti». Miller scrive inoltre che attraverso il progetto l'artista «esegue una musicalità geniale e conosce esattamente il modo giusto per evocare emozioni».  Anche Katie Colombus di The Arts Desk ha sottolineato la capacità di Morissette di attuare un viaggio «alla scoperta di se stessa e alla guarigione» in un album «composto da lunghi brani, tra i cinque e i dodici minuti, che guidano attraverso le nostre complessità».
Meno entusiasta la recensione di Will Hodgkinson del Times, il quale scrive che la meditazione «è destinata a trasformarti in una persona più calma, più felice e più comprensiva», ma che l'ascolto dell'album «ha lasciato un vagabondo disarmato, miserabile e giudicante» poiché l'album contiene "pezzi apparentemente interminabili di ponderatezza ambientale che si increspano, calano e non vanno da nessuna parte».

## Tracce
1. Light — The Lightworker's Lament – 5:28
2. Heart — Power of a Soft Heart – 7:46
3. Explore — The Other Side of Stillness – 12:01
4. Space — Pause on Violence – 12:51
5. Purification — The Alchemical Crunch – 9:10
6. Restore — Calling Generation X – 9:47
7. Awakening — In Between Thoughts – 9:42
8. Ground — I Want to Live – 11:43
9. Safety — Empath in Paradise – 11:02
10. Mania — Resting in the Fire – 7:22
11. Vapor — Amplified in Stillness – 9:46

## Classifiche
| Classifica (2022) | Posizione massima |
| ----------------- | ----------------- |
| Svizzera          | 26                |